# Reprezentacja Anglii w piłce nożnej plażowej mężczyzn
Reprezentacja Anglii w piłce nożnej plażowej - reprezentacja, która zajęła 3 miejsce w I Mistrzostwach Świata w Piłce Nożnej Plażowej.

## Mistrzostwa Świata
- 1995 - 3 miejsce
- 1996 - nie uczestniczyła
- 1997 - nie uczestniczyła
- 1998 - nie uczestniczyła
- 1999 - nie uczestniczyła
- 2000 - nie uczestniczyła
- 2001 - nie uczestniczyła
- 2002 - nie uczestniczyła
- 2003 - nie uczestniczyła
- 2004 - nie uczestniczyła
- 2005 - nie uczestniczyła
- 2006 - nie uczestniczyła
- 2007 - nie uczestniczyła
- 2008 -
- 2009 -

## Euro Beach Soccer League
- 1998 - nie uczestniczyła
- 1999 - nie uczestniczyła
- 2000 - nie uczestniczyła
- 2001 - 6 miejsce
- 2002 - 9 miejsce
- 2003 - faza grupowa
- 2004 - faza grupowa
- 2005 - faza grupowa
- 2006 - faza grupowa
- 2007 - nie uczestniczyła
- 2008
- 2009
- 2010
- 2011